# Hồ máu tử thi
Hồ máu tử thi hay Hoen tử thi (tiếng Latinh: livor mortis, tiếng Anh: postmortem lividity, hypostasis, suggillation) là một dấu hiệu của thi thể đã chết. Đó là khi máu tụ lại ở phần dưới cơ thể và làm màu da biến thành màu đỏ hơi tía. Nguyên nhân là khi tim ngưng đập và máu ngừng tuần hoàn, các hồng cầu nặng sẽ chìm xuống xuyên qua huyết tương dưới tác động của trọng lực.
Hồ máu tử thi bắt đầu sau 20 phút đến ba giờ đồng hồ tính từ thời điểm chết và đông lại trong mao mạch trong bốn đến năm giờ đồng hồ. Sắc tím trên da đạt mức cực đại trong khoảng 6 đến 12 giờ đồng hồ. Màu da đỏ đậm đến mức nào là tùy thuộc vào mức độ giảm sút hemoglobin trong máu. Sự đổi màu da không diễn ra tại các vùng cơ thể tiếp xúc với mặt phẳng hoặc đồ vật khác, bởi tại các vùng đó mao mạch bị nén. Khi xác phân hủy, máu thấm qua thành mạch máu và gây biến màu các mô. Đây là nguyên nhân màu sẫm trên da được cố định.

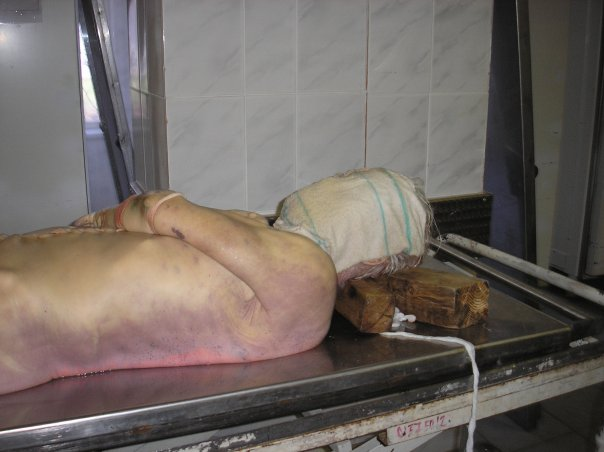
Hồ máu tử thi trong một xác chết

Trong các vụ án, hồ máu tử thi gây ra các vết bầm tím trên thi thể nên dễ gây hiểu nhầm rằng người đó bị đánh đạp trước khi chết. Vì vậy, việc xem xét vết bầm tím là do bị đánh đập hay do hồ máu tử thi là yếu tố quan trọng, cần người có chuyên môn pháp y.
Các nhân viên điều tra có thể dựa vào sự hiện diện hay thiếu vắng hồ máu tử thi để xác định xấp xỉ thời gian chết. Sự hiện diện của hồ máu tử thi cũng là chỉ báo khi nào thì hồi sức tim - phổi không còn có ích nữa, hoặc khi nào thì nên thôi việc hồi sức tim - phổi ấy lại. Khoa học pháp y cũng dùng hồ máu tử thi để xác định liệu xác chết có bị di chuyển hay không, chẳng hạn nếu cái xác được tìm thấy trong tư thế úp mặt xuống đất nhưng hồ máu tử thi lại hiện diện trên lưng xác chết thì các nhà điều tra có thể kết luận rằng xác này vốn ngửa mặt lên trời, nhưng sau đó bị lật ngược lại vì lý do nào đó.